# Scott Free Productions
Scott Free Productions — британо-американская независимая компания по производству фильмов и телесериалов, основанная в 1970 году братьями-режиссёрами Ридли Скоттом и Тони Скоттом. В 1980 году название фирмы было изменено на Percy Main Productions, в честь английской деревни Перси Мэйн (англ. Percy Main), где вырос их отец. В 1995 году компания снова была переименована уже в Scott Free Productions. Ресурсами компании снимались самые разные кинокартины — от голливудского блокбастера «Гладиатор» (2000) до малобюджетных фильмов, таких как «Трещины» (2009). В промежутке между постановками фильмов «Белый шквал» (1996) и «Солдат Джейн» (1997), Ридли Скотт реорганизовал компанию.
У компании есть офисы в Лондоне и Лос-Анджелесе. Она сотрудничает с более крупной компанией Ридли Скотта RSA Films.

## Важные даты
- 1 июля 1992 года представители Percy Main Productions подписали производственный договор с Paramount Pictures на производство своих художественных фильмов[5].
- 6 декабря 1993 года две отдельные продюсерские компании Tony Scott Productions и Percy Main Productions были объединены, после чего было подписано соглашение с американской 20th Century Fox, итальянской RCS Video и британской Majestic Films International о распространении и прокате своих фильмов; название было изменено на Scott Free Productions[6].
- 25 сентября 1995 года Ридли и Тони перешли работать в Disney[7]. В 1996 году братья подписали повторное соглашение с компанией Intermedia о финансировании некоторых своих фильмов[8].
- В ноябре 1997 года братья перешли на полный рабочий день в PolyGram Filmed Entertainment, где они производили художественные фильмы для студии, расторгнув свои контракты с Disney и Intermedia[9].
- 12 октября 1999 года Scott Free Productions заключила двухлетний производственный контракт с Walt Disney Studios и Jerry Bruckheimer Films после того, как закончилась первоначальная сделка с Universal Pictures, унаследованная от PolyGram Filmed Entertainment[10]. Там компания произвела картину «Чёрный ястреб» для компании Джерри Брукхаймера.
- 21 сентября 2001 г. компания заключила сделку с 20th Century Fox, последняя занялась маркетингом фильмов Scott Free Productions после того, как закончилось предыдущее соглашение с продюсером Джерри Брукхаймером[11]. Когда Disney приобрела 21st Century Fox 20 марта 2019 года, она отказалась от слова «Fox» в названиях студий 20th Century Fox и Fox Searchlight Pictures, и 17 января 2020 года эти две студии были переименованы в 20th Century Studios и Searchlight Pictures соответственно. Scott Free Productions вернулся к сотрудничеству с Disney[12].
- 6 ноября 2002 года компания подписала телевизионный контракт с CBS на показ телешоу собственного производства[13].
- 23 января 2005 года сериал «4исла» стал первым телевизионным хитом компании[14].
- 22 сентября 2009 года Scott Free Productions выпустила свой второй популярный сериал «Хорошая жена»[15].
- 21 августа 2012 года скончался Тони Скотт, который был одним из соучредителей компании в 1993 году[16].

## Продукция

### Полнометражные кинофильмы
| Год  | Название                                      | Режиссёр                   |
| ---- | --------------------------------------------- | -------------------------- |
| 1970 | Нежные воспоминания                           | Тони Скотт                 |
| 1977 | Дуэлянты                                      | Ридли Скотт                |
| 1991 | Тельма и Луиза                                | Ридли Скотт                |
| 1992 | 1492: Завоевание рая                          | Ридли Скотт                |
| 1994 | Версия Браунинга                              | Майк Фиггис                |
| 1994 | Неприятности с обезьянкой                     | Франко Амурри              |
| 1996 | Белый шквал                                   | Ридли Скотт                |
| 1996 | Фанат                                         | Тони Скотт                 |
| 1997 | Солдат Джейн                                  | Ридли Скотт                |
| 1998 | Мишени                                        | Дэвид Добкин               |
| 1998 | Враг государства                              | Тони Скотт                 |
| 2000 | Там где деньги                                | Марек Каневска             |
| 2000 | Гладиатор                                     | Ридли Скотт                |
| 2001 | Ганнибал                                      | Ридли Скотт                |
| 2001 | Чёрный ястреб                                 | Ридли Скотт                |
| 2002 | Красный дракон                                | Бретт Ратнер               |
| 2003 | Великолепная афера                            | Ридли Скотт                |
| 2004 | Гнев                                          | Тони Скотт                 |
| 2005 | Царство небесное                              | Ридли Скотт                |
| 2005 | Подальше от тебя                              | Кёртис Хэнсон              |
| 2005 | Домино                                        | Тони Скотт                 |
| 2006 | Тристан и Изольда                             | Кевин Рейнольдс            |
| 2006 | Хороший год                                   | Ридли Скотт                |
| 2006 | Дежа вю                                       | Тони Скотт                 |
| 2007 | Как трусливый Роберт Форд убил Джесси Джеймса | Эндрю Доминик              |
| 2007 | Гангстер                                      | Ридли Скотт                |
| 2008 | Совокупность лжи                              | Ридли Скотт                |
| 2009 | Обличитель                                    | Майкл Куэста               |
| 2009 | Опасные пассажиры поезда 123                  | Тони Скотт                 |
| 2009 | Трещины                                       | Джордан Скотт              |
| 2010 | Добро пожаловать к Райли                      | Джейк Скотт                |
| 2010 | Сайрус                                        | Джей Дюпласс, Марк Дюпласс |
| 2010 | Робин Гуд                                     | Ридли Скотт                |
| 2010 | Команда-А                                     | Джо Карнахан               |
| 2010 | Неуправляемый                                 | Тони Скотт                 |
| 2011 | Схватка                                       | Джо Карнахан               |
| 2012 | Прометей                                      | Ридли Скотт                |
| 2013 | Группировка «Восток»                          | Зал Батманглидж            |
| 2013 | Порочные игры                                 | Пак Чхан Ук                |
| 2013 | Добро пожаловать в капкан                     | Иран Криви                 |
| 2013 | Советник                                      | Ридли Скотт                |
| 2013 | Из пекла                                      | Скотт Купер                |
| 2014 | Прежде, чем я усну                            | Роуэн Жоффэ                |
| 2014 | Исход: Цари и боги                            | Ридли Скотт                |
| 2014 | Достать Санту                                 | Кристофер Смит             |
| 2015 | Номер 44                                      | Даниэль Эспиноса           |
| 2015 | Равные                                        | Дрейк Доримус              |
| 2015 | Марсианин                                     | Ридли Скотт                |
| 2015 | Защитник                                      | Питер Ландесман            |
| 2016 | Морган                                        | Люк Скотт                  |
| 2017 | Забытый Феникс                                | Джастин Барбер             |
| 2017 | Чужой: Завет                                  | Ридли Скотт                |
| 2017 | Бегущий по лезвию 2049                        | Дени Вильнёв               |
| 2017 | Уотергейт: Крушение Белого дома               | Питер Ландесман            |
| 2017 | Убийство в «Восточном экспрессе»              | Кеннет Брана               |
| 2017 | Все деньги мира                               | Ридли Скотт                |
| 2017 | Майндхорн                                     | Шон Фоли                   |
| 2018 | Женщина в огне                                | Джейк Скотт                |
| 2019 | Последствия                                   | Джеймс Кент                |
| 2019 | Друзья навсегда                               | Габриэла Каупертвэйт       |
| 2019 | Страна джунглей                               | Макс Уинклер               |
| 2019 | Предвестник землетрясения                     | Уош Уэстмоленд             |
| 2021 | Голая сингулярность                           | Чейз Палмер                |
| 2021 | Последняя дуэль                               | Ридли Скотт                |
| 2021 | Дом Gucci                                     | Ридли Скотт                |
| 2022 | Смерть на Ниле                                | Кеннет Брана               |
| 2023 | Бостонский душитель                           | Мэтт Раскин                |
| 2023 | Призраки в Венеции                            | Кеннет Брана               |
| 2023 | Наполеон                                      | Ридли Скотт                |
| 2024 | Чужой: Ромул                                  | Феде Альварес              |
| 2024 | Гладиатор 2                                   | Ридли Скотт                |
|      | Эхо долины                                    | Майкл Пирс                 |